# ジャン・メルモーズ

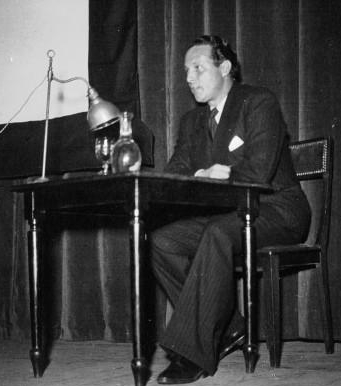
1935年撮影

ジャン・メルモーズ（Jean Mermoz, 1901年12月9日 - 1936年12月7日）は、フランスのパイロット。1920年代から1930年代における、アフリカ・南米間の民間空路開拓に多大な業績を残した、国民的な英雄である。

## 生涯
エーヌ県出身。1919年フランス空軍に志願入隊。パイロットとしてシリアや本国で勤務後、1923年に除隊。翌年にラテコエール航空会社に入社している。1926年、トゥールーズ・ダカール間の路線で飛行していたメルモーズは、サハラ砂漠での不時着を余儀なくされるも、無事生還。この出来事は、同僚のサンテグジュペリの小説の題材になった。1930年5月、2人の同僚とラテコエール28水上機でセネガルのサンルイからブラジルのナタールまで飛び、南大西洋横断飛行に成功。1933年には陸上機クージネ70型機"虹号"で、同区間を14時間掛けて飛び、無着陸横断を果たした。1934年には虹号で南大西洋を8回も横断している。また、周囲の影響を受け火の十字団と関わるようになり1934年に入団。たちまち広告塔となり後継政党であるフランス社会党（同名の政党とは無関係）では党副総裁となった。
1936年12月7日、ラテコエール300型飛行艇"南十字星号"で南大西洋の横断飛行中、後部右エンジンの停止を告げる通信を最後に消息を絶った。
『わが飛行』（"MES VOLS"）という著書が、死後翌年の1937年に出版されている。

## 関連書籍
- 瀬名秀明 著『鶫と鷚』（つぐみとひばり）NTT出版『サイエンス・イマジネーション』収録 2008年 ISBN 978-4-7571-6039-2